# Lancaster (Kalifornia)
Lancaster város az USA Kalifornia államában, Los Angeles megyében. Lakosainak száma 173 516 fő (2020. április 1.).

## Népesség
A település népességének változása:
| Lakosok száma | 26 012 | 156 633 | 173 516 |
|               | 1960   | 2010    | 2020    |